# 西巣鴨町
西巣鴨町（にしすがもまち）は、かつて東京府北豊島郡に存在した町の一つ。1918年（大正7年）に町制施行して誕生した。
元の武蔵国豊島郡巣鴨村（すがもむら）。現在の東京副都心の一つである池袋が属していた。

## 地理
現在の豊島区中部地域の北半分であり、地名では池袋、池袋本町、上池袋、西巣鴨のほぼ全域と北大塚二丁目、巣鴨四・五丁目、西池袋一・三・四丁目、南大塚三丁目の大半、東池袋四・五丁目の南部を除く大半、南池袋一丁目の一部に相当する。
武蔵野台地の東端部にあたる平坦な大地で、東南から西北にかけて傾斜する。
- 河川：谷端川

### 地名
- 大字 巣鴨
  - 字 庚申塚、新田、宮仲、向原
- 大字 池袋
  - 字 下谷、本村、他領、西山、蟹ヶ窪、原、上、向原、中原、大原、丸山、境井田、前田、宮下、雲雀ヶ谷戸、三家、元長崎他領、元長崎中原、元長崎境向
- 大字 堀之内
  - 字 南、北、原新田

## 歴史
奈良時代にはこの周辺は「武蔵国豊島郡湯島郷」と呼ばれていた。湯島郷は現在の豊島区西部、文京区、中央区北部南部あたりを占めるかなり広大な地域であった。
巣鴨の地名は古くから存在した。『武蔵国風土記』には足立郡巣鴨郷とあり、かつては足立郡に属した可能性もあるが、江戸時代までには豊島郡に属するようになった。古くは洲鴨、須賀茂、須賀母、菅面、洲處面などとも書いたが、徳川吉宗により「巣鴨」に統一された。巣鴨村は江戸時代には戸田領に属した。さらに巣鴨村に属する地域のうち、中山道に接する地域は早くから町として発展し、1737年（元文2年）には巣鴨町上組・中組・下組として独立した。
明治の頃に地域で最も賑わっていたのは大塚辻町（現在の新大塚駅）周辺で、東京府でも屈指の繁華街であった。池袋駅周辺が発展を見せるのはターミナル駅となった大正に入ってからである。特に関東大震災以降、東京市内からの移住者で人口が急増し、10万人を突破するまでになった。
町役場は時習尋常高等小学校内にあった（後に帝京平成大学池袋キャンパスが所在）。

### 沿革・年表
- 1873年（明治6年）：大区小区制により巣鴨村、新田堀之内村、池袋村は大塚辻町、巣鴨仲町、巣鴨原町、その他本郷区、小石川区に属した諸町と共に第九大区二小区となる（戸長は大塚仲町）。
- 1878年（明治11年）11月：大区小区制が廃され、郡区町村編制法により北豊島郡が設置される。郡役所は板橋町内に設置。
- その後、連合戸長役場が設置され、巣鴨村、新田堀之内村は小石川村との三ヵ村連合と（連合戸長役場は巣鴨村）、池袋村は金井窪村、中丸村との三ヵ村連合となる（連合戸長役場は池袋村）。
- 1889年（明治22年）5月1日：市制町村制により、巣鴨村は一部を巣鴨町に譲り、残りの大半を新田堀之内村の全域と池袋村の飛地を除く大半及び堀之内村の飛地と合併し、巣鴨村となる。
- 1918年（大正7年）7月20日：巣鴨村が町制施行し西巣鴨町となる。
- 1932年（昭和7年）10月1日：東京市編入により、西巣鴨町は、巣鴨町、高田町、長崎町とともに豊島区となる。

## 行政

### 施設
- 巣鴨監獄（後の巣鴨刑務所、現在のサンシャインシティ）
- 巣鴨宮仲郵便局、池袋郵便局、巣鴨庚申塚郵便局（無集配三等局）

## 経済

### 産業
- 主な産業：工業盛ん。農業はほぼ消滅。
  - 商業：関東大震災以降活発となる。
  - 工業：増加傾向にある。
  - 農業：かつては盛んであったが、耕地が住宅地、工業用地となってしまいほぼ消滅した。

## 地域

### 教育
- 立教大学
- 大正大学
- 東京府豊島師範学校（現・東京学芸大学）
- 巣鴨学園
- 巣鴨高等商業学校（現・千葉商科大学）
- 聖公会神学院

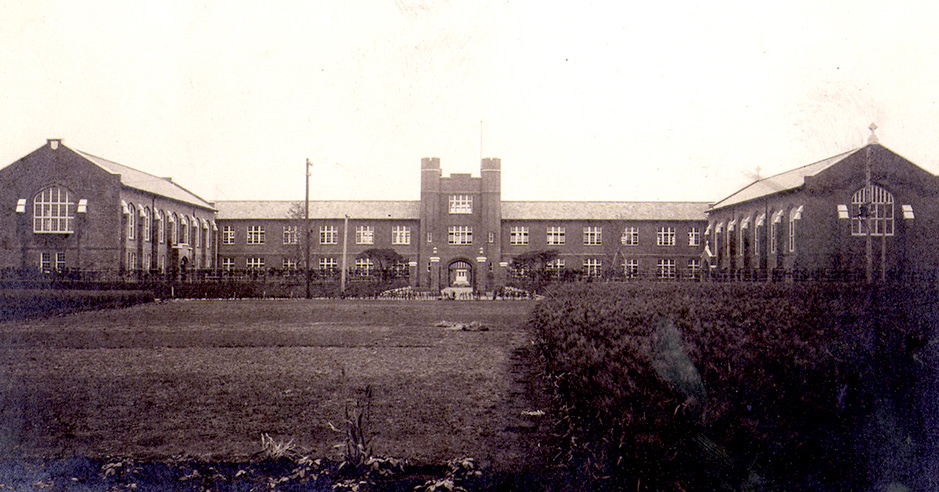
立教大学（1919年）

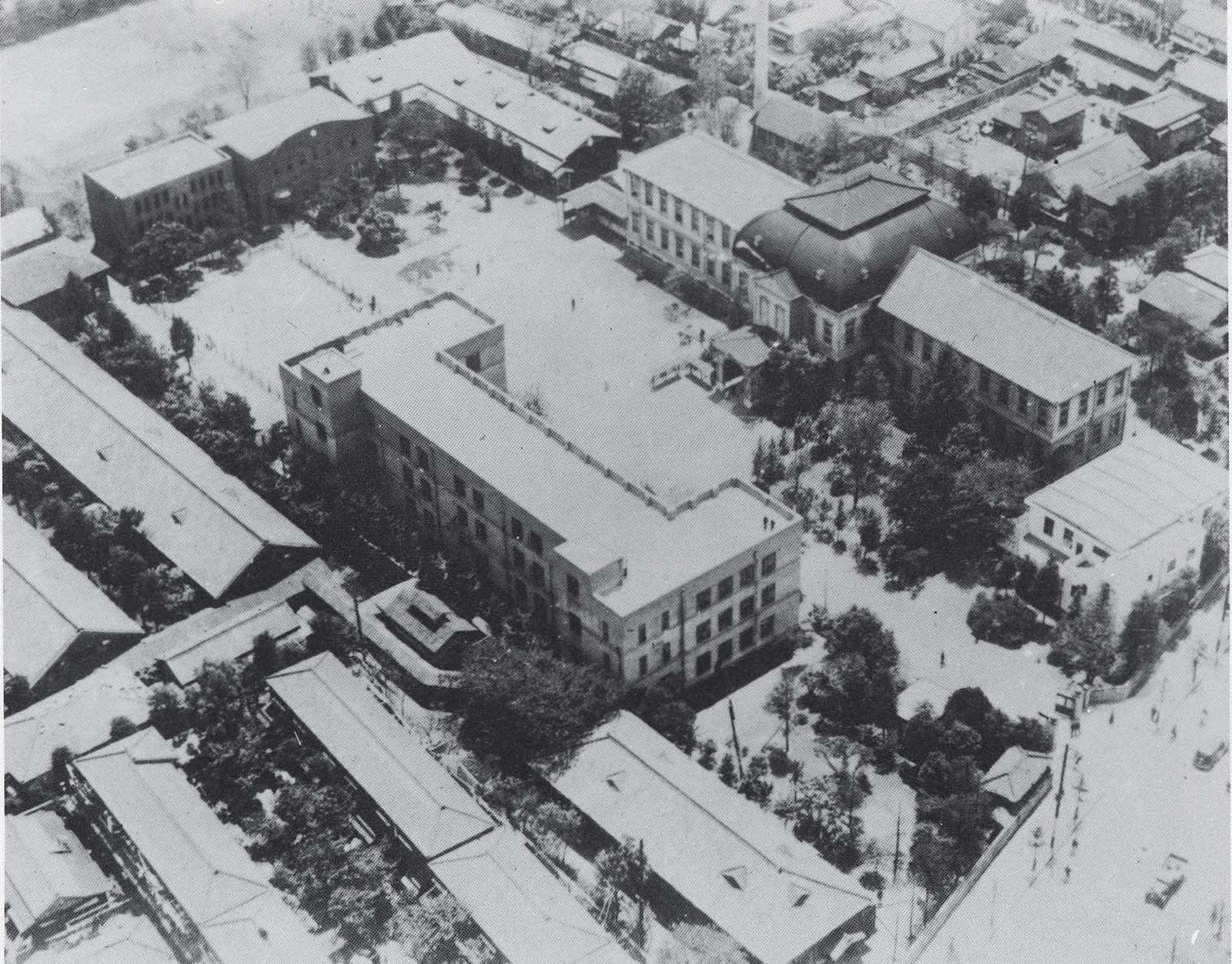
大正大学

- 豊島実科女学校(西巣鴨町大字巣鴨字宮仲2625にあった女学校、1922年に豊島実科高等女学校へ昇格、1924年に豊島高等女学校と改称、1945年に空襲で全焼してそのまま廃校)
- 成蹊実務学校
- 成蹊高等女学院
- 成蹊中学校
- 成蹊尋常小学校
- 西巣鴨町立時習尋常高等小学校（旧・巣鴨尋常小学校および鼎郷尋常小学校を合併、後の豊島区立時習小学校、現・豊島区立朋有小学校）
- 西巣鴨町立第一巣鴨尋常小学校（旧・時習尋常高等小学校巣鴨分教場、現・豊島区立西巣鴨小学校）
- 西巣鴨町立第二巣鴨尋常小学校（現・豊島区立池袋第二小学校）
- 池袋幼稚園

### 医療
- 癌研究会附属康楽病院

## 交通

### 鉄道
- 日本鉄道→国鉄山手線
  - 池袋駅 - 大塚駅
- 東上鉄道→東武鉄道東上本線
  - 池袋駅
- 武蔵野鉄道武蔵野線
  - 池袋駅
- 王子電気軌道電車

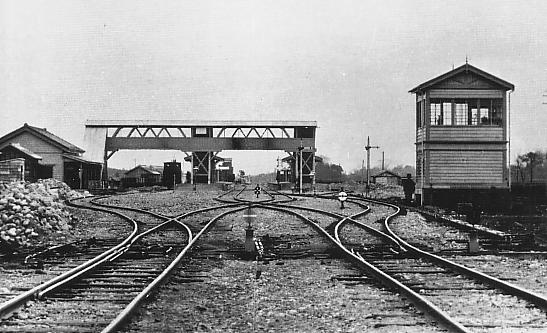
明治期の池袋駅

  - 大塚停留所 - 巣鴨新田停留所 - 庚申塚停留所

### 道路
- 国道5号（後に9号、現・国道17号）中山道
- 鎌倉街道

## 名所・旧跡・観光スポット・祭事・催事

### 神社
- 巣鴨天祖神社（村社）
- 池袋氷川神社（村社）
- 堀之内稲荷神社（無格社だったが、大正14年（1925年）村社に昇格）
- 堀之内御嶽神社（無格社）

### 宗教
- 重林寺

### 遺跡・その他
- 庚申塚跡
- 池袋の池の名残

## 出身・ゆかりのある人物
- 渋沢正雄（実業家）[2] - 石川島自動車製作所社長。子爵渋沢栄一の三男で、西巣鴨町に居住していた[2]。
- 塚口慶三郎（実業家）
- 留岡清男（教育者・教育学者）